# Katie Zelem
Katie Leigh Zelem (født 20. januar 1996) er en engelsk fodboldspiller, der spiller som angriber for Manchester United W.F.C. i FA WSL. Hun har spillet for Englands ungdomslandshold fra U15 til U23 og er også blevet indkaldt til Englands kvindefodboldlandshold.
Hun har tidligere spillet for Juventus og Liverpool.

## Landsholdskarriere

### Ungdom
Zelem fik debut for England for U15, da holdet spillede mod Holland i marts 2010. I august 2013 var Zelem en del af U19 landsholdstruppen, der endte på andenplads ved U/19-EM i fodbold for kvinder i Wales, efter at de tabte finalen mod Frankrig.
I februar 2014 blev Zelem udtaget til U19-truppen til La Manga 2014 turneringen i marts. I august spillede hun for Englands U20 landshold ved U/20 VM i fodbold i Canada. Under træner Mo Marley var Zelem playmaker på England's midtbane. England nåede dog ikke til finalerunden. I juli 2015 blev hun udtaget til Englands U19 landshold til U/19 EM i fodbold i Israel. England endte på sidstepladsen i gruppe B og kom ikke videre.

### Senior
I september 2020 blev Zelem for første gang udtaget til A-landsholdet som en del af en trup på 30 spillere til træningslejr i St George's Park. >Hun blev senere nødt til at trække sig, da hun måtte i isolation, efter at hun blev testet postiv for COVID-19.